# Adam Papée
Adam Papée (polonès: Adam Stanisław Papée)  (Lviv, 21 de juliol de 1895 - Bydgoszcz, 6 de març de 1990) fou un tirador d'esgrima polonès que va competir durant les dècades de 1920 i 1930. Fou un dels pioners de l'esgrima a Polònia, fundador de la Federació Polonesa d'esgrima i president entre 1926 i 1930.
Especialista en el sabre, el 1924 va prendre part al Jocs Olímpics de París, on quedà eliminat en sèries en la prova del sabre per equips del programa d'esgrima. Quatre anys més tard, als Jocs d'Amsterdam, va guanyar la medalla de bronze en la prova del sabre per equips del programa d'esgrima. Als Jocs de Los Angeles de 1932 revalidà la medalla de bronze en la prova de sabre per equips, mentre en la prova individual de sabre quedà eliminat en sèries. La quarta i darrera participació en uns Jocs fou el 1936, a Berlín, on fou quart en la prova de sabre per equips.
En el seu palmarès també destaquen quatre campionats nacionals d'esgrima (1926, 1927, 1929, 1932). En retirar-se passà a exercir d'entrenador. El 1987 va escriure les seves memòries Na białą broń.